# William Branham
William Marrion Branham (6. travnja 1909. – 24. prosinca 1965.) bio je američki kršćanski propovjednik, najčešće smatran zaslužnim za nastajanje pokreta iscjeljenja vjerom nakon Drugog svjetskog rata. Danas ga kršćani diljem svijeta, koji vjeruju da je njegova služba i učenje potvrđeno od Boga, smatraju prorokom o kojem govori Biblija.  
Cilj službe Williama Branhama bio je vratiti kršćane onome što je smatrao izvornom vjerom biblijskih apostola, o čemu govori Malahija 4, 5 - 6. Središnja tema njegove službe nalazi se u Hebrejima 13,8 Isus Krist je isti jučer, danas i zauvijek će biti isti.

## Djetinjstvo, obraćenje i početak propovijedanja
William Branham je rođen 6. travnja 1909. u drvenoj kolibi u planinama američke savezne države Kentucky. Kao prvi od devetero djece Charlesa i Elle Branham, odrastao je u blizini Jeffersonvillea u američkoj saveznoj državi Indiani. Branhamova je obitelj deklarativno bila rimokatolička, međutim, tijekom svog djetinjstva je imao minimalan kontakt s kršćanstvom. Otac mu je bio neobrazovan drvosječa, a Branham je često pričao o svom teškom i siromašnom odrastanju.
Branham tvrdi da je od svog ranog djetinjstva imao natprirodna iskustva, među kojima su bile i proročanske vizije. Iz svog je ranog djetinjstva zapamtio da je, dok je pomagao ocu oko kotla za proizvodnju viskija, čuo glas Anđela Gospodnjeg koji mu je rekao da 'nikad ne pije, puši, niti se okalja nemoralnim životom sa ženama.' Također je zapamtio jedan slučaj, tijekom svojih tinejdžerskih godina, kad mu je prišla astrologinja i rekla mu da je 'rođen pod posebnim znakom' i da mu predviđa važan religiozan poziv. Kasnije je shvatio da je to slično Pavlovom iskustvu s "ropkinjom opsjednutom vračarskim duhom" u Djelima apostolskim 16, 16 - 17.
S devetnaest godina Branham je otišao od kuće i zaposlio se na farmi u Arizoni. Imao je kratku boksačku karijeru s 15 uzastopnih pobjeda. S dvadeset i dvije godine se obratio i kasnije je postavljen za pomoćnog pastora u Misionarskoj baptističkoj crkvi u Jeffersonvilleu. Nakon njegovog neslaganja s pastorom o propovijedanju žena (čemu se Branham protivio), počeo je održavati službe probuđenja u vlastitom šatoru. Kasnije su se sastanci preselili u lokalnu dvoranu, sve dok sami nisu uspjeli 1933. izgraditi prostoriju koju je zajednica nazivala 'Branhamovim šatorom'.

## Uspješna javna služba
Branham iznosi da ga je u svibnju 1946. posjetio Anđeo, koji ga je poslao da svojom službom diljem svijeta proširi Evanđelje i iscjeljenje vjerom. Iz priča Branhamove obitelji, vodljivo je da on je s održavanjem iscjeliteljskih skupova počeo najkasnje 1941., kad je održao dvotjedno 'probuđenje' u Milltownu i iz njegove brošure iz 1945. "Nisam bio neposlušan nebeskoj viziji" vidljivo je da je njegova služba iscjeljenja vjerom u to vrijeme bila poprilično uhodana. 
Sredinom 1940.-ih Branham je iscjeliteljske skupove održavao gotovo isključivo u pentekostalnim jedinovskim grupama. Širenje Branhamove službe na širu pentekostalnu zajednicu rezultat je njegovog upoznavanja Gordona Lindsaya 1947., koji je ubrzo nakon toga postao njegov glavni suradnik i promotor. Negdje u to vrijeme su se njegovom timu pridružili neki drugi istaknuti pentekostalci uključujući Erna Baxtera i F. F. Boswortha. Gordon Lindsay se dokazao kao sposoban promotor Branhama, osnivajući 1948. časopis Glas iscjeljenja čija je početna svrha bila izvještavati s Branhamovih iscjeliteljskih skupova.

U svibnju 1947., časopis Večernje Svjetlo iz Jonesboroa u Arkansasu piše: "Od kad je gospdoin Branham 1. lipnja započeo skup, Jonesboro su posjetili stanovnici najmanje 25 američkih saveznih država i Meksika. Ukupna posjećenost službi vjerojatno nadmašuje 20 000 ljudi.". Nekoliko je novina prenijelo izvještaje o iscjeljenjima na skupovima" Zahvaljujući svom uspjehu, išao je po državama diljem svijeta. Povjesničar pentekostalizma kaže: "Branham je punio najveće stadione i kongresne dvorane po svijetu."
1951. je održao sastanke u Durbanu u Južnoafričkoj Republici koje su podržali Misionarstvo apostolske vjere, Skupštine Božje, Pentekostalna crkva svetosti i Božja crkva cjelovitog Evanđelja. Skupovi su se održavali u jedanaest gradova, s ukupno pola milijuna posjetitelja. Posljednjeg dana skupova u Dubanu, održanih na Greyville Racecourse, prisustvovalo je približno 45 000 posjetitelja, a još ih je na tisuće ostalo iza vrata. O mnogim su iscjeljenjima pisale lokalne novine.
Američki kongresmen Upshaw, koji je bio invalid šezdeset i šest godina, javno je objavio svoje čudesno iscjeljenje na Branhamovim skupovima u brošuri naslovljenoj "Držim se obećanja ".
William Branham je također tvrdio da je Božja čudesna intervencija iscijelila kralja Ujedinjenog kraljevstva George VI od multipleskleroze nakon Branhamove molitve.
Od sredine 1950.-tih nadalje Branham je naučavao da doktrina samo Isus (jedinovstvo), kao ni doktrina trojstva nije ispravna, već da je Bog jedna Osoba s tri različite službe – na isti način kao što netko može biti, muž, otac i djed. Kad je počeo otvorenije govoriti o nauci, kao što je božanstvo i zmijčevo sjeme, počela je opadati popularnost njegove službe.

## Posjete anđela i natprirodni znaci
Oni koji smatraju William Branhama Božjim prorokom, smatraju njegovu službu ispunjenjem biblijskih proroštava za vrijeme kraja. On je govorio je da je svrha natprirodnih znakova koji su mu dani ohrabrenje ljudi da vjeruju i da ono što je govorio bude potvrđeno da je istina.  Svjedoci su primijetili fizički znaku koji se pojavljivao na njegovoj ruci pomoću kojeg je prepoznavao bolest ili iscjeljenje. (opisao F. F. Bosworth u "Darovi iscjeljenja plus ").
Propovjednici koji su radili s Branhamom na njegovim sastancima svjedoče da je od srpnja 1949. mogao otkriti misli, događaje i potrebe pojedinaca koji su mu dolazili na binu.  Sam je Branham objasnio da mu je sposobnost da to zna dana vizijom. U intervjuu 1978., Ern Baxter (koji je radio s Williamom Branhamom od 1947. do 1954.)kaže: "Branham je imao izuzetnu riječ spoznaje. Prije nego što bi se pomolio za osobu, iznio bi precizne detalje o bolesti te osobe, kao i detalje o njenom životu – gradu stanovanja, djelima – čak skroz iz njenog djetinjstva. Branham nije, u svim godinama koje sam bio s njim, ni jedanput pogriješio u riječi spoznaje. A ja sam svjedok na tisuće takvih slučajeva. ".
Branham je govorio o natprirodnim doživljajima koja su sezala skroz u njegovo djetinjstvo. Kao dječaka su ga smatrali "nevoznim" jer je od ranog djetinjstva gorio o vizijama i "glasu" koji mu je govorio iz "vjetra", govoreći mu: "Nemoj nikada piti, pušiti niti okaljati svoje tijelo na bilo koji način. Bit će posao za tebe da ga obaviš kad odrasteš." Ubrzo nakon što je postavljen za propovjednika, Branham je 11. lipnja 1933. krštavao ljude na rijeci Ohio u blizini Jeffersonvillea. Opisao je kako su ljudi uz obalu rijeke vidjeli blještavo svjetlo kako se spušta iznad mjesta gdje je on stajao i da je čuo glas koji je rekao: "Kao što je Ivan Krstitelj bio poslan prethoditi prvom dolasku Isusa Krista, tako će tvoja Poruka prethoditi Njegovom drugom dolasku."
Branham je zapamtio da mu se, dok se kasno jedne noći u svibnju 1946. sam molio tijekom perioda njegove potrage za svrhom svog neuobičajenog života, pojavio anđeo, govoreći: "Ne boj se. Poslan sam iz prisutnosti Svemogućeg Boga da ti kažem da je svrha tvog neobičnog rođenja i neshvaćenog života da pokaže da ti trebaš pronijeti dar božanskog iscjeljenja narodima svijeta. Ako budeš iskren kad se budeš molio i budeš mogao dovesti ljude da ti vjeruju, ništa neće opstati pred tvojom molitvom, čak ni rak. Ići ćeš na mnoge dijelvoe zemlje i molit ćeš se za kraljeve i vladare i moćnike. Propovijedat ćeš mnoštvima po svijetu i tisuće će doći k tebi po savjet." Njegova uspješna služba diljem svijeta i njegovi skupovi kojima su prisustvovali svjetski moćnici mogu se smatrati ispunjenjem ovog proroštva. 
1948. je Branham iznosi da je imao viziju dječaka koji će biti uskrsnut iz mrtvih. Detalje je iznio svom slušateljstvu i zatražio od njih da te detalje zapišu na prazne papire u svojim Biblijama. 
Jedan od pisaca biografije Williama Branhama, Gordon Lindsay, piše da se ta vizija ispunila nakon dvije godine tijekom puta u Helsinki u Finskoj 1950. u slučaju automobilske nesreće u blizini  Kuopioa u Finskoj, kad je automobil udario dječaka na biciklu i ubio ga. Branham je sa svojim suputnicima naišao na tu scenu i zamolio se makne plahta s dječakova tijela, nakon što je prepoznao da je taj dječak onaj kojeg je vidio u viziji. Lindsay, jedan od Branhamovih suputnika, navodi da se Branham pomolio nad dječakom i da je dijete uskrslo iz mrtvih. Dječak se zove Kari Holma i dan danas je živ i zdrav
24. siječnja 1950., navečer, za vrijeme govora u Sam Houston Coliseumu u Houstonu u Teksasu, kao i inače je snimljena fotografija. Fotografija, jedina uspjela s filma nakon što je razvijen, prikazivala je aureolu iznad Branhamove glave. George J. Lacy, istražitelj sumnjivih dokumenata, podvrgao je negativ ispitivanju. Njegovo izvješće kaže: "Na temelju gore opisanih ispitivanja i proučavanja, čvrstog sam stava da negativ podvrgnut ispitivanju nije bio retuširan, niti je kompozitan ilii dvostruko osvijetljen. Nadalje, čvrstog sam strava da je crta koja se pojavljuje iznad glave u položaju aureole uzrokovana svjetlom koje je osvijetlilo negativ." Original ove fotografije je arhiviran u kongresnoj knjižnici u Washingtonu DC. Tijekom Branhamove službe snimljene su brojne fotografije koje prikazuju isti fenomen.
Branham je svoju seriju propovijedi na temu Sedam Pečata (Otk. 6, 1 - 17 i Otk. 8, 1) iz 1963. smatrao vrhuncem svoje službe. Rekao je da ga je na planini Sunset Mountain u Arizoni posjetila skupina od sedam anđela i poslala da otvori Pečate, za što je vjerovao da je ispunjenje vizije koju je ispričao svojoj crkvi nekoliko mjeseci prije toga. Dvoje ljudi koji su u to vrijeme bili u blizini tvrde da su čuli nešto poput jake eksplozije i vidjeli oblak kako se podiže u zrak. Branham je jednu neobičnu formaciju oblaka koja nalikuje Kristovoj glavi fotografiranu nekoliko dana prije toga i objavljenu u časopisima Life i Science, protumačio kao potvrdu onog što je doživio. Neki kritičari tvrde da je oblak rezultat eksplozije rakete u Kaliforniji 500 milja zapadno. Oni koji vjeruju da je oblak natprirodnog porijekla pozivaju se na citate iz Biblije koji povezuju povratak Gospoda Isusa Krista s oblacima.

## Nauka i učenje Williama Branhama
William Branham je propovijedao tisuće propovijedi, od kojih je gotovo 1200 snimljeno i transkribirano. U svojim službama iznosi doktrinu koja će mu zbog svoje posbnosti zasigurno osigurati mjesto u modernoj religioznoj povijesti, čije su glavne karakteristike slične pentekostalizmu, u što spadaju i njegova proročanstva.
Kao i neki drugi komentatori Biblije, Branham je vjerovao da sedam crkva opisanih u Otkrivenju, 2. i 3. poglavlje predstavljaju sedam povijesnih razdoblja kršćanske crkve, od njenog početka do sadašnjeg vremena. Osim toga, "anđela" svake crkve predstavio je kao čovjeka – glasnika. Prvih šest glasnika su Pavao, Irinej, Martin, Sv. Kolumba, Martin Luther i John Wesley. Iako nikad nije izravno tvrdio da je on sedmi anđeo, njegovi današnji sljedbenici vjeruje da je on zadnji glasnik ovom laodicejskom crkvenom dobu.
William Branham kaže da je 1933. primio sedam glavnih proročanstava. Kad ih je otkrio u kasnijim službama, rekao je da se prvih pet već ispunilo i da će se sva ispuniti.
1. "Franklin D. Roosevelt će biti izabran po četvrti put i odvest će Ameriku u drugi svjetski rat.
2. "Ojačat će diktator koji sada ustaje u Italiji. Etiopija će pasti. On će doživjeti sramotan kraj.
3. "Ženama je dopušteno glasovanje. A jednog će dana glasovanjem izabrati krivog čovjeka.
4. "Ratovat ćemo s Njemačkom i oni će izgraditi veliko betonsko mjesto i utvrditi se u njemu i Amerikanci će započeti strašnu bitku.
5. "Znanost će napredovati na takav način da će napraviti automobil kojeg se neće morati upravljati upravljačem i automobili će se nastaviti oblikovati kao jaje do svršetka.
6. "Vidio sam ustajanje velike žene, lijepog izgleda, obučenu vrlo visoko kraljevski poput grimiza i ovdje imam male zagrade: 'Ona je bila velika vladarica u Sjedinjenim Državama, vjerojatno Katolička crkva'"
7. "Vidio sam Sjedinjene Države kako gore poput gustog dima, stijene su bile raznesene. I gorile su poput velike vatre u drvima ili nečemu što ih je zapalilo, i pogledao sam što sam dalje mogao vidjeti i bile su razorene.[50]

Među ostalim zapaženijim proročanstvima su:
- Da će Los Angeles i velik dio Kalifornije potonuti pod more. 

Tijekom lovačkog izleta u veljači 1964. Branham je govorio o "Božjem vihoru" i rekao je da će sud pogoditi zapadnu obalu Amerike. Danima nakon toga, na veliki petak 1964., Uvalu Prince William na Aljaski pogodio je potres s magnitudom od 9,2. US Geological Survey navodi ovo kao najveći zabilježeni potres koji je pogodio kontinentalan dio Sjedinjenih Država.   Arhivirana inačica izvorne stranice od 31. kolovoza 2009. (Wayback Machine) Branham je nakon toga prorokovao da će "Los Angeles otići pod ocean. TAKO KAŽE GOSPOD." [neaktivna poveznica]
Branham je rekao jednoj skupini svojih sljedbenika: "Ljudi će se ismijavati uništenju potresom za koje smo rekli da će se dogoditi: 'Tako kaže Gospod,' na zapadnoj obali Amerike, ali želim da vi braćo znate ovo, pa ako imate neke prijatelje ili rođake u Los Angelesu, da sam javi, ja bi ih izveo od tamo što brže što je to moguće". Neki od Branhamovih sljedbenika su napustili Kaliforniju, kako bi smanjili vjerojatnost da će njihove potomke zadesiti uništenje uzrokovano "velikim" potresom za kojeg seizmolozi sada kažu da je neizbježan.
Odbacujući doktrinu trojstva i pobijajući doktrinu "jedinovaca", odnosno doktrinu "samo Isus" koja naučava da je Isus bio sam sebi Otac, i da su Isus i Bog jedno, kao što je vaš prst jedinstven, W. M. Branham je napustio tradicionalnu kršćansku teologiju. Izgleda da krajem 1940-tih i početkom 1950-tih W. M. Branham nije javno pobijao doktrinu trojstva na svojim skupovima, međutim, prema svojoj zajednici u Jeffersonvilleu je bio puno otvoreniji i kad je u pitanju njegov stav prema "jedinovskoj" doktrini (rekavši da oba doktrinalna stajališta, i trojičarsko i "samo Isus", nisu biblijska). 
| „ | Mnogi od vas ljudi koji ovo slušate bi rekli: "Brat Branham je jedinovac." Nisam. Mislim da ste oboje u krivu, i jedinovci i trojičari. Ne da bi bio drugačiji, ali uvijek je sredina puta. | ” |
|   | |   |

| „ | Stigao je trenutak kad više o tim stvarima ne mogu šutjeti, preblizu dolasku. Vidite? "Trojičarstvo je od đavola." To kažem TAKO KAŽE GOSPOD. Pogledajte odakle je ono došlo. Došlo je s Nikejskog koncila kad je Katolička crkva preuzela vlast. Riječ "trojstvo" nije ni spomenuta u cijeloj knjizi – Bibliji. A što se tiče tri Boga, to je iz pakla. Postoji jedan Bog. To je potpuno ispravno." | ” |
|   | |   |

Mnogi tvrde da je W. M. Branham o božanstvu naučavao jedan oblik 'modalizma' ( sabelijanizma), tvrdeći da Otac, Sin i Sveti Duh nisu odvojene osobe i da su 'božanske osobe' jedan Bog u tri različite službe ili manifestacije. Bog se manifestirao u Ognjenom stupu kao Bog Otac, u Svom Sinu pokazujući Svom Sinu kako ispuniti ulogu Sina, i u vjernicima pokazujući im kako se ponašati kao sinovi i kćeri Božje.
| „ | Krv Božja donosi Isusa Krista među nas. Krv Božja donosi Svetog Duha, ne krv Židova ili pogana, već Božja vlastita stvaralačka Krv. Isus, Čovjek, bio je Njegov Sin kojeg je On stvorio Sebi i Bog se ušatorio u tom Šatoru." | ” |
|   | |   |

W. M. Branham je naučavao vrhovno božanstvo Isusa Krista; da je u Isusu prebivala punina Boga tjelesno:
| „ | Bog je Sebi stvorio tijelo, Svoga Sina, i spustio se i nastanio u tom tijelu. Bog u Kristu. "Ne činim ja djela, već moj Otac koji prebiva u meni. On mi pokazuje što činiti i ja samo djelujem u Njegovoj Prisutnosti, umjesto Njega." Pogledajte Ivan 5, 19. | ” |
|   | |   |

W. M. Branham je smatrao da ako ste kršteni u ime Oca, Sina i Duha Svetoga da ste kršteni pogrešno, i da se trebate ponovno krstiti u ime Gospoda Isusa Krista na temelju Djela apostolska 2, 38 i Djela apostolska 19, 5. "Gospod Isus Krist "JE" ime Oca, Sina i Duha Svetoga," rekao je.
Branham je vjerovao da je svrha nejgove službe prikazati da je Bog ovdje onako kako je bio u danima Abrahama. Citirao je Postanak 18, 9 – 15 kao biblijsku potporu za ovu izjavu, budući da je za vrijeme posjete Abrahamu Bog znao što je Sara mislila u šatoru iza njega. Vjerovao je da je to predskazivalo dar otkrivanja tajni srca i misli u njegovoj službi, kako to govori Luka 17, 28 - 30. Nakon što je Abrahamu pokazan ovaj natprirodan znak, Sodoma i Gomora su uništene. Na osnovi toga, William Branham je vjerovao da je otkrivanje tajni srca i misli u njegovoj službi znak dolazećeg suda nad zemljom (najčešeće nazivanog Velikom nevoljom).
| „ | Ja sam uvjeren da je isti Anđeo koji se spustio u obliku Čovjeka i razgovarao s Abrahamom, okrenut Svojim leđima šatoru, isti Taj koji je ovdje večeras. Obećao je da će to biti. Ja vjerujem da nas taj isti Anđeo pomazuje, jer je To bio Bog. Vjerujete li vi to? | ” |
|   | |   |

Branham je citirao Bibliju kao bi podupro važnost svoje sposobnosti da otkrije ljudima njihove potrebe i detalje o njima povezujući to sa slučajem žene na studencu (Ivan 4, 16 - 19), i Isusovim pozdravom Natanaelu (Ivan 1, 47 - 49). Neki sumnjaju u točnost Branhamovog dara otkrivanja tajni srca i misli, ali spomenuti pentekostalni povjesničar, Walter Hollenweger, koji je bio prevoditelj Williama Branhama na jednom od njegovih skupova u Švicarskoj, kaže: "Ja ne poznajem ni jedan slučaj da je pogriješio u svojim čestim detaljnim izjavama."
Branham je učio da Hebrejima 1. poglavlje pokazuje da je Bog postao Onaj kojeg je bilo moguće dotaći. Dotaknuti čovjeka "Isusa" nije značilo dotaknuti Boga, nego sliku Boga, manifestaciju Boga u Njegovom Sinu ("Koji je odsjev njegova sjaja, izražena slika njegove osobe Hebrejima 1, 3).
Isus Krist isti je jučer i danas i zauvijek će biti isti (Hebrejima 13, 8) bila je tematika Branhamovog propovijedanja. Evo jedna od njegovih službi u kojoj sam kaže:
| „ | A što je očinstvo? To je osobina Boga. Onda, ako smo mi Božja djeca, onda Bog želi da volimo jedan drugog. Čineći tako, volimo Boga. Je li to točno? Mi volimo Njegovu Crkvu... Sada, koliko vas očekuje da naš Gospod Isus učini veliku stvar sa Svojim narodom ovdje večeras? Da vidimo vašu ruku. Koliko vas se moli? Da vidimo vašu ruku. Sada, ako ćete se moliti, ako ćete se moliti, i vjerovati svim svojim srcem, baš jednostavnu priču o pojavi Ovog natprirodnoga... I kao što pokušavam govoriti ovo popodne, vi čete iz Toga vući, kad budete vjerovali u To. Je li to točno? Kad bi Isus stajao ovdje, Sin Božji, On za vas ne bi mogao učiniti ništa više nešto što može upravo sada, kad vi to vjerujete, kad vi to vjerujete. Vjera... Neki su od njih došli k Isusu, jednom... Vjerujete li da je On bio Prorok? Dobro, stavili su krpu preko Njegovog lica jednog dana, i udarali Ga po glavi, i rekli: "Ako si Prorok, reci nam tko te udario, i onda ćemo ti vjerovati." Isus nije nikome bio klaun. On je imao činiti Očevu volju. Ali ipak je stao i rekao ženi njezine grijehe. Rekao je... On je znao gdje je bila riba koja je imala u ustima novčić. On je znao gdje su bile vezane dvije mazge, gdje se križaju dva puta. Je li to točno? Vidite? On je znao te stvari, ali On time nije radio klauna pred ljudima. Vidite? To je bilo previše božansko. To je Očeva volja. I sada, vi večeras možda tu sjedite samo iz znatiželje i govorite:"Dobro, brate ja bih baš želio da se okreneš i da mi nešto kažeš." Bog to neće nikada napraviti. Ali postanite stvarno duboko iskreni i recite: "Dragi Gospode, Ti znaš moju situaciju. I to bi pomoglo mojoj vjeri jako puno ako bi Ti samo dopustio našem bratu da se ovdje okrene i nešto mi kaže. Neka to dođe vizija za mene, da mi on kaže i omogući mi vidjeti što će biti moj ishod i u kojoj sam situaciji. Onda će vam naš nebeski Otac to darovati. Vidite? Bilo gdje na skupu, na bilo kojem mjestu, On će to učiniti. Budite iskreni. Ja Ga ne mogu natjerati. Ja Ga mogu samo zamoliti. Jeste li sada spremni? U redu. | ” |
|   | |   |

Branham je čvrsto vjerovao da je Biblija nepogrješiva Božja Riječ. Izjavio je da je bilo što suprotno Božjoj Riječi Sotonino kraljevstvo. Insistirao je na tome da sve bude utemeljeno na Bibliji, ubrajajući u to i slušanje anđela, propovjednika ili prihvaćanja crkvenog učenja. Sve je temeljio na potpuno potvrđenoj Božjoj Riječi.
Branhamovu doktrinu o zmijčevom sjemenu i dalje smatraju vrlo kontraverznom. Naučavao je da je pojesti "plod" u Edenskom vrtu bilo obraćanej pozornosti na đavolove riječi, što je rezultiralo seksualnim odnosom između Eve i zmijca u koga se uvukao đavao, a rezultat tog seksualnog odnosa je bio Kain. Branham je propovijedao da Biblija kaže da je žena "slabija posuda" i naučavao ih je da kao kršćanke trebaju biti pristojno obučene, ne šišati kosu, ne poučavati ili propovijedati i biti pokorne svojim muževima. Muškarci bi trebali uzeti svoju ulogu glave kuće.
Branham je očekivao (naglašavajući da ne prorokuje) "da će do 1977. završiti svjetski sustavi i pokrenuti se milenij." U nekoliko je prilika objasnio da su to bile samo njegove riječi i ne riječi od Boga, i da je vrlo lako moguće da nije u pravu.
Iako je William Branham poticao ljude da idu u crkvu koju sami izaberu, također je i vrlo oštro govorio protiv religioznih organizacija. Vjerovao je da će se pokazati da je denominacionalizam žig zvijeri
Kritičari Branhamove službe se fokusiraju ne samo na njegove doktrinarne razlike, nego i na pretpostavku da je podržavao astrologiju. To temelje na njegovim komentarima da je "Bog napisao tri Biblije". Rekao je da su to zodijak (pogledajte mazzaroth), velika piramida i Biblija. Vjerovao je da je prvo dvoje prethodilo bilo kojem pisanom biblijskom tekstu i da nije za današnje kršćane.

## Smrt
Dana 18. prosinca 1965. William Branham i njegova obitelj (svi osim njegove kćeri Rebekah) su se vraćali u Jeffersonville u Indiani iz Tucsona u Arizoni za božićne praznike. Oko pet kilometara istočno od Frione u Teksasu (oko 110 km jugozapadno od Amarilla na cesti U.S. Highway 60), taman nakon zalaska sunca, vozilo koje je vozilo zapadno u traci za vožnju istočno, frontalno se sudarilo s Branhamovim automobilom. Vozač tog automobila je bio pijan i poginuo je na licu mjesta, kao i njegov suvozač. Druga dva putnika na zadnjem sjedalu automobila su teško ozlijeđena. Branhamova supruga je teško ozlijeđena, kao i njegova kći Sarah, koja je ležala na zadnjem sjedalu, koja je također ozlijeđena. Branhamu je slomljena lijeva ruka i priklještena u vozačevima vratima, a lijeva mu je noga bila omotana oko upravljača. Nakon nekih 45 minuta, Branhama su izvadili iz njegovog automobila i prevezli ga u bolnicu u Frioni, a zatim su ga poslije prevezli u bolnicu u Amarillou u Teksasu. Nakon sudara je živio još šest dana i umro 24. prosinca 1965 u 17:49. Tijelo mu je prevezeno u Jeffersonville u Indiani na pokop koji je odgođen do 11. travnja kako bi se gospođa Branham potpuno oporavila od ozljeda koje je zadobila u automobilskoj nesreći.  Nadgrobni spomenik u obliku piramide (fotografija)  Arhivirana inačica izvorne stranice od 21. listopada 2007. (Wayback Machine) prikazuje njegovo učenje o obnovi Kristove crkve tijekom doba i njezinoj spremnosti za dolazak "Krunišnog kamena" – Isusa Krista.

## Branhamova ostavština i utjecaj
Časopis Full Gospel Men's Voice (sada Full Gospel Businessmen's Fellowship International) u svom broju iz veljače 1961. iznosi: "U biblijskim danima su postojali Božji ljudi koji su bili proroci i vidioci. Ali u cijelom Svetom Pismu, ni jedan od njih nije imao veću službu od William Branhama... Bog je koristio Branhama, da u Isusovo ime podiže mrtve." Branhamova su učenja i njegova popularnost imali dalekosežan utjecaj na pentekostalne i karizmatske pokrete. Iako je Branham umro 1965., danas postoji na stotine tisuća ljudi diljem svijeta koji ga drže za proroka i ispunjenje Malahije 4, 5-6.
Možda je bilo teško ocijeniti Branhamov utjecaj na druge evanđeliste za vrijeme njegova života, ali on je zasigurno bio začetnik šatorskih probuđenja, koji su doveli do ere televanđelizma. Branhama najčešće navode kao predvodnika ili najistaknutijeg propovjednika drugog pentekostalnog vala nastalog nakon drugog svjetskog rata (prvi su val činili Charles Fox Parham, William J. Seymour, i drugi). Među onima koju su počeli otprilike u isto vrijeme kao i Branham i dio su drugog pentekostalnog vala (kraj 1940.-tih do sredine 1950.-tih) su bili Jack Coe, Oral Roberts i A.A. Allen. Zanimljivo je primijetiti da je Branham bio prvi "propovjednik vjere" i evanđelista koji nije propovijedao samo silazak Božjeg Duha u zadnje dane, već je također i naglašavao vjeru za iscjeljenje, što su nakon njega također činili i Coe, Roberts i Allen.
D.R. McConnell, iako je bio kritičar naučavanja Williama Branhama, iznosi svoj stav o njegovoj službi govoreći:
"Branham je jedan od izvornih i najvećih evanđelista probuđenja iscjeljenja nakon drugog svjetskog rata. Branham je činio izuzetna čudesa iscjeljenja po svojim turnejama. Njegovi su darovi natprirodnog znanja o onima kojima je pomogao do današnjih dana ostali neusporedivi, čak i s modernim evanđelistima iscjeljenja".
Andrew Strom, još jedan teolog koji se nije doktrinarno slagao s Branhamom, bez obzira na to donosi zaključak: "William Branham je bio još jedan evanđelista sa sredine ovog stoljeća kojeg je Bog snažno koristio mnogo godina. Zapravo, nesumnjivo je da mu je dana snaga do mjere rijetko viđene još od vremena apostola."
"Rječnik pentekostalnih i karizmatskih pokreta" sadrži ove komentare: "William Branham je bio osoba opće poznata kao [WW11] 'otac' i 'predvodnik' probuđenja. Iznenadno pojavljivanje njegovih čudotvornih skupova iscjeljenja 1946. pokrenulo je duhovnu eksploziju u pentekostalnom pokretu koja je dovela do Main Street, SAD. 1950.-tih i pokrenulo veći karizmatski pokret 1960.-tih, koji je do sada imao utjecaj gotovo na svaku denominaciju u zemlji" Procjenjuje se da danas diljem svijetu postoji oko 500 milijuna pentekostalnih i karizmatskih kršćana.

### Vjerovanja njegovih sljedbenika danas
One koji danas slijede učenja Williama Branham ponekad nazivaju 'branhamistima', iako oni obično preferiraju da ih se jednostavno naziva 'kršćanima' ili 'vjernicima Poruke'. Neki od sljedbenika diljem svijeta održavaju kontakte i međusobno se posjećuju ali se ne predstavljaju kao denominacija. Cijelu Bibliju smatraju božanski inspiriranom, a obično preferiraju King James prijevod. Vjeruju da je William Branham bio prorok o kojem govori Biblija i da su njegove izgovorene i pisane riječi potpuno i ispravno tumačenje Biblije potrebno za "nevjestu" prije uznesenja. Osnovni biblijski stihovi koje koriste kao biblijsku potporu za njegovu službu su: Malahija 4, 5 – 6, Luka 17, 28 – 30, Otkrivenje 3, 14, Otkrivenje 10, 7 i Efežanima 1, 17.

### Raširenost i broj sljedbenika
Sljedbenici otkrivenja preko Williama Branhama se nastoje distancirate od kontraverzne isključivost i ostati živjeti u svojoj okolini. Nemaju sjedišta, odbore ili starješinstva. Njihove crkve nemaju evidencije članova ili članstvo, te su vrlo malo organizirani, ako su uopće organizirani. William Branham to sažima riječima: "Mi nismo denominacija. Mi nemamo zakon, već ljubav. Nemamo crkveni statut, nego Krista. Nemamo knjigu, nego Bibliju. Nemamo članstvo, već zajedništvo Krvlju Isusa Krista koja nas čisti od sve nevjere."
Najveći distributer materijala vezanih za Službu Williama Branhama (što obično nazivaju Porukom) je Voice of God Recordings koji se nalazi Jeffersonvilleu u Indiani. Trenutno dristribuiraju tiskane, audio i video materijale na 57 jezika uz mogućnost slanja poštom u 177 zemalja. Bible Believers Missions sa sjedištem u Kanadi u British Columbiji također nude međunarodnu dostavu Poruke.
Najviše kršćana koji slijede poruku Williama Branhama ima u Demokratskoj Republici Kongo, gdje po procjeni psotoji oko 300 000 njegovih sljedbenika. Također postoje i velike grupe u Trinidadu (jedna zajednica premašuje 2000 ljudi), Vancouveru u Kanadi (oko 900 u jednoj zajednici) i Harareu u Zimbabweu (blizu 1000), Johnson Cityju u Tennesseeju (600 ljudi) kao i na mnogim drugim mjestima. Po SAD-u postoje mnoge crkve koje slijede Poruku Williama Branhama, kao i diljem svijeta (vjerojatno u svim državama svijeta).
Lee Vayle, koji je blisko surađivao s Williamom Branhamom i uredio njegovu najpoznatiju knjigu "Obrazloženje sedam crkvenih doba", je proveo više od 35 godina objašnjavajući Poruku koju je došla od čovjeka kojeg njegovi sljedbenici smatraju prorokom-glasnikom zadnjem crkvenom dobu. Lee Vaylea neki smatraju učiteljem.
Believers Christian Fellowship u Limi u Ohiju imaju emisiju 'Global Answers' emitiranu na satelitu gdje nude filmove, knjige i druge materijale. Tijekom ljeta održavaju obiteljski kamp od tjedan dana, na kojem prisustvuje tisuće ljudi iz cijelog svijeta.
U posljednje je vrijeme, Poruka Williama Branhama ušla u Kinu.

## Vanjske poveznice
- Biblijski vjernici
- Biblijski kršćani
- Voice of God Recordings
- The Free Word Biblioteka propovijedi Williama Marriona Branhama u audio i tekstualnom formatu
- Believe The Sign Multimedijalan uvod u službu Williama Branhama
- 24/7 emitiranje audio propovijedi Williama M. Branhama
- Propovijedi William Branhama prevedene na pedesetak jezika